# Броштени (Караш-Северин)
Броштени (рум. Broșteni) насеље је у Румунији у жупанији Караш-Северин у граду Оравица. Oпштина се налази на надморској висини од 147 m.

## Прошлост
По "Румунској енциклопедији" место је старо, средњовековно, али се први пут помиње 1690. године. У њему је (Пространу) 1717. године пописано 84 дома. Православна црква је подигнута 1769. године, на месту претходне, брвнаре наводно из 1600. године.
Аустријски царски ревизор Ерлер је 1774. године констатовао да место "Проштиан" припада Ракаждијском округу, Новопаланачког дистрикта. Становништво је било претежно влашко.

## Становништво
Према подацима из 2002. године у насељу је живело 682 становника.

### Попис2002.
| Расподела становништва по националности 2002.‍ | Расподела становништва по националности 2002.‍ | Расподела становништва по националности 2002.‍ | Расподела становништва по националности 2002.‍ | Расподела становништва по националности 2002.‍ |
| --------------------------------------------- | --------------------------------------------- | --------------------------------------------- | --------------------------------------------- | --------------------------------------------- |
|                                               |                                               |                                               |                                               |                                               |
| Румуни                                        | Румуни                                        |                                               | 613                                           | 90,4%                                         |
| Мађари                                        | Мађари                                        |                                               | 6                                             | 0,9%                                          |
| Роми                                          | Роми                                          |                                               | 59                                            | 8,7%                                          |

### Попис1910.
| Броштени | Броштени |
| --- | --- |
| језик | вера |
| укупно: 1.711 Румунски 1.653 (96,61%) Мађарски 12 (0,70%) Немачки 3 (0,17%) Српски 1 (0,05%) остали 42 (2,45%) | укупно: 1.711 Православци 1.695 (99,06%) Јевреји 6 (0,35%) Римокатолици 6 (0,35%) Калвинисти 2 (0,11%) Лутерани 2 (0,11%) |

Напомена: У рубрици осталих језика највећи број особа исказао је ромски језик.